# ボイス・オブ・アメリカ

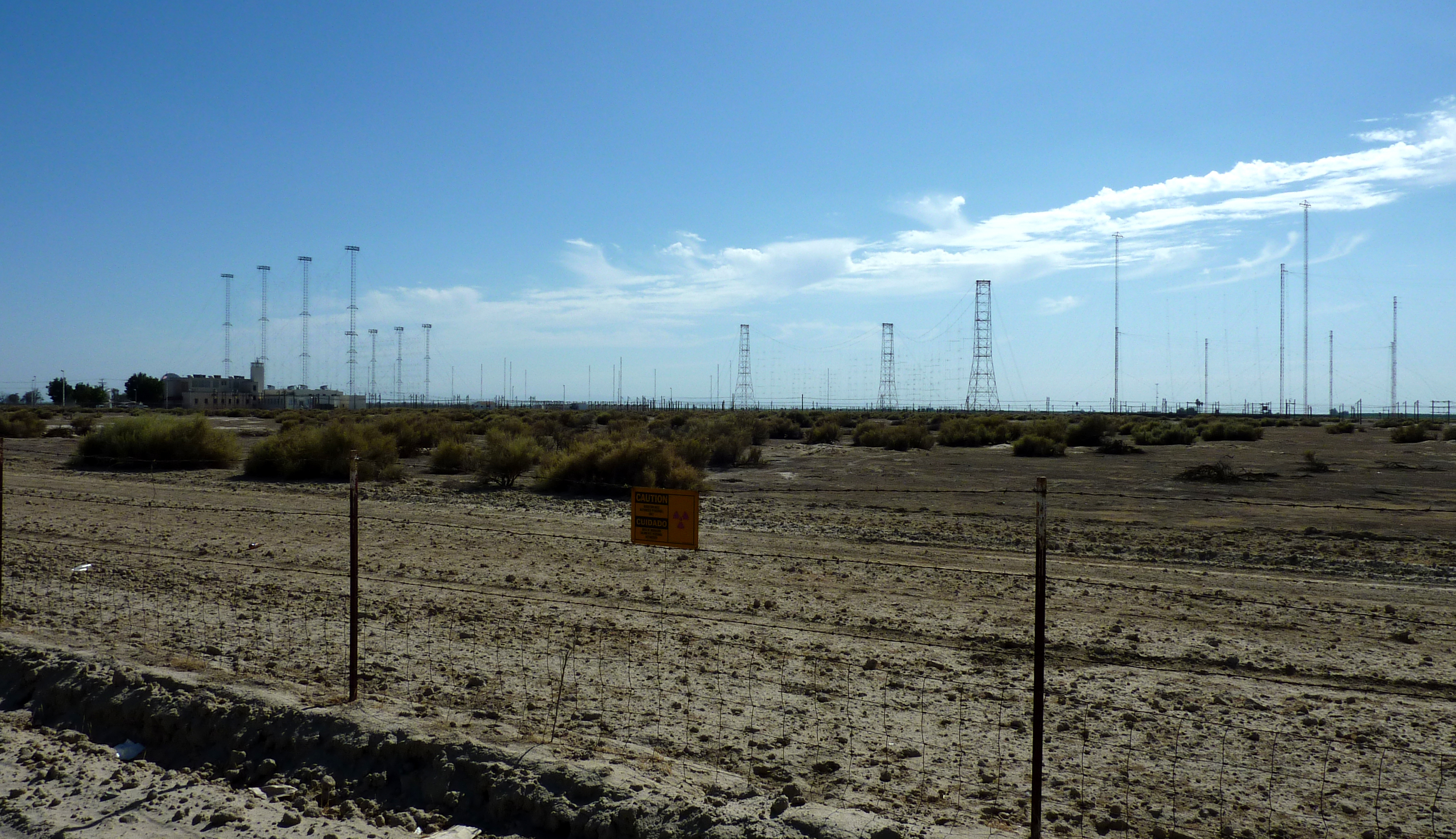
カリフォルニア州デラノにある中継所（2007年10月閉鎖）

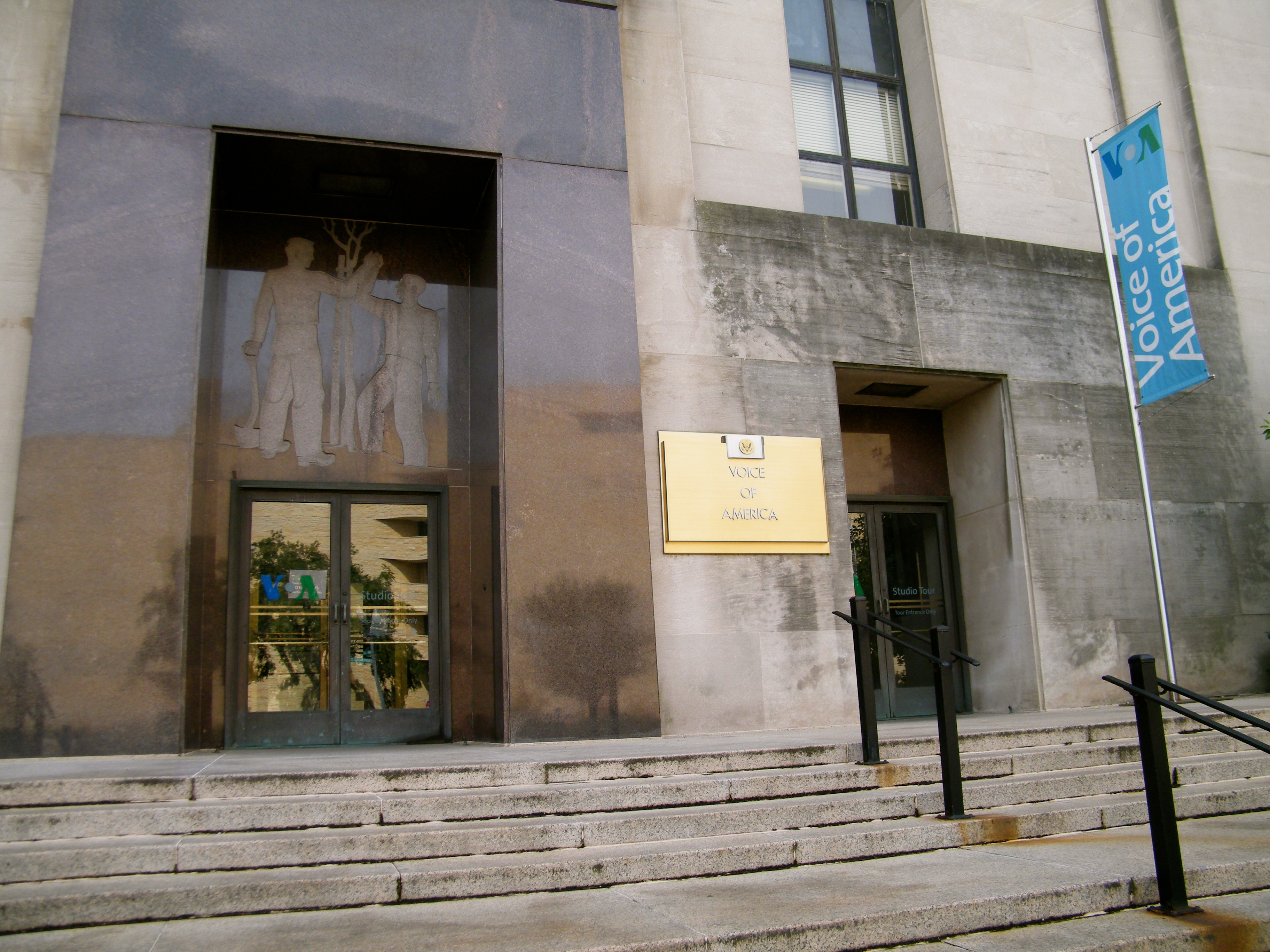
ワシントンD.C.にある本部

ボイス・オブ・アメリカ（英語: Voice of America、略称：VOA）は、アメリカ合衆国政府が運営する国際放送の国営メディアネットワークである。40を超える言語でニュースを提供している。VOA は国営放送としてグローバルメディア局を通じて連邦資金が提供されている。アメリカ合衆国の国際放送局の中では最古かつ最大のもので、世界中のアフィリエイト局向けに48カ国語ででデジタル・テレビ・ラジオコンテンツを製作している。対象とする主な視聴者は、アメリカ合衆国国外の非アメリカ人、特に報道の自由や独立したジャーナリズムが存在しない国に住む人々である。2022年11月時点で、全プラットフォームを合わせた週間視聴者数は、3億2,600万人に達していた。
日本語での呼称は「アメリカの声」である。本項では、原則として VOA (「ボイス・オブ・アメリカ」) という呼称を用いる。

## 歴史

### 初期（1942年 - 1947年）
1941年6月13日、フランクリン・ルーズベルト大統領は情報戦に対応するため戦争情報局 (OWI) を設立。ヨーロッパ及び西アフリカを占領した当時のドイツと日本軍の南太平洋を占領した当時の日本に向けニュースを発信するため、7月14日に海外情報局 (FIS) を設立した。
1942年2月24日に放送を開始。送信機はCBS及びNBCによって使用された短波送信機からVOAラジオを送信した。このラジオ局は1947年2月17日に当時のソビエト連邦（現：ロシア）へラジオ放送の送信を始めた。対ソ放送を組織した人物の中には、後にCCFの事務局長をつとめ、1950年代の日本における反共文化工作に影響を与えたニコラス・ナボコフがいた。

### 冷戦時代（1948年 - 1992年）
冷戦の間、VOAは対外宣伝のための機関である合衆国情報庁（U.S. Information Agency）の下で運営された。1980年代に、VOAはテレビジョンサービス、同じくキューバ、ラジオ・マルティ (Radio Marti) 及びテレビ・マルティ (TV Marti) へ特別な地域プログラムも加わった。通常の放送局に加え、艦上に送信機を搭載して地中海に派遣し、東側陣営向けの放送を行った実績もある。
VOA憲章は1960年に起草され、1976年7月12日にジェラルド・フォード大統領によって調印された (公法94-350)。VOA憲章は三つの指針からなる。

### 情報通信技術の時代（1992年 - 2016年）
1999年に再編により合衆国情報庁が廃止され、合衆国政府（国務省）の直轄による運営となった。また2000年よりインターネット上で英語放送を開始した。
2004年2月14日、アル・フーラの放送を開始。アルジャジーラに対抗した衛星放送（「フッラ」は「自由なるもの」の意）であった。ただし、アラブ諸国の民衆からは全く支持されず、失敗に終わっている。
7月6日、４年間報道局長を務めたアンドレ・デネスネラ局長の更迭を含む機構改革が発表され、多くの VOA局員が報道の自由と独立性が脅かされていることに対し議会に嘆願書を提出した。
2014年7月1日午前9時(JST)をもって、極東アジア向けの英語放送は廃止された。

### 第1次トランプ政権以降（2016年 - 2024年）
2020年4月10日、半年後の大統領選挙を控え、メディアとの対立を鮮明に打ち出すトランプ政権は、VOAは国民の税金で「アメリカの敵国」のプロパガンダを報じているとする異例の声明をホワイトハウスのニューズレターとして発信した。その根拠の一つはVOAが新型コロナウイルスに関連する中国の武漢封鎖政策を成功モデルと呼び、ロックダウン解除の祝賀式典の花火の動画を流したというものであり、声明の前日には、副首席補佐官ダン・スカヴィーノが同様の内容を「恥を知れ」という言葉と共にツイートしていた。VOA局長アマンダ・ベネットは、これに対し「ホワイトハウスの主張は全く根拠ないもの」であり、VOAは「中国による偽情報を徹底取材し、英語と中国語で放送している。VOAは政府管理のメディアではなく独立したメディアだ」との声明をだした。ナショナル・プレスクラブやジャーナリズム・インスティテュートもVOAに同調し、NPCジャーナリズム研究所のアンジェラ・キーン会長は、「大統領およびホワイトハウス当局者によるVOAへの攻撃は、VOAの使命を損なうだけでなく、公的資金による報道機関を政治的干渉から守るファイアウォールを突き崩すものである」と批判し、多くのメディアもこの告発を「報道の自由の危機」なるものとして報道した。
しかし、トランプ政権はこれを足掛かりとして、VOAやラジオ・フリー・アジア (RFA）、ラジオ・フリー・ヨーロッパ (RFE) などの外国向け放送を統括するグローバルメディア局の最高経営責任者として、ドキュメンタリー制作者でオルタナ右翼のスティーブン・バノンとも親密なマイケル・パックを就任させた。この人事案はトランプが2018年から構想していたものだが、パックの資金流用問題などで実現していなかったものである。パック就任で、VOAのアマンダ・ベネット局長とサンディ・スガワラ副局長が辞任し、またパックはUSAGM系メディアの局長らとUSAGMの監査委員会を解散させた。またラジオ・フリー・アジアの編集長などが次々と解雇され、また事実に基づかない陰謀論や誹謗中傷で物議を醸していたショック・ジョックとよばれる挑発的なラジオディスクジョッキーのフランク・ウーコなどを雇い入れた。
8月31日、VOAの記者グループは「トランプが指名した役員によって国内外のVOAのジャーナリストが危機的な状態に陥っている」との抗議文を発表した。ナショナルプレスクラブとジャーナリズムインスティテュートによれば，「新CEOのパックがVOAのジャーナリストのビザ更新の許可を出さず、世界中にいる数十人の記者の任務だけではなく、生命の安全すらも脅かして」いるとして、VOA記者たちの期限切れビザを更新するよう要請している。
2021年1月14日、ジョー・バイデン大統領の就任6日前、VOAのジャーナリストグループがパックらの辞任を要求する書簡を提出。パックは新大統領就任の2時間後、バイデン大統領の要請によって辞任した。また、パック就任の足掛かりとなった2020年の「VOAは外国のプロパガンダ」声明は、ただちにホワイトハウス公式ホームページから削除された。
2022年12月1日、 アフガニスタンのタリバン暫定政権が、同放送局の放送の受信を一部州で禁止した。

### 第2次トランプ政権（2025年 - 現在）
第2次トランプ政権成立後の2025年2月、イーロン・マスク率いる政府効率化省（DOGE）は、アメリカ連邦政府の支出削減策と主張して、政府所有のメディア機関VoAおよびラジオ・フリー・ヨーロッパの閉鎖を検討する提案を提出した。この最新の提案は、以前に他の政府高官から同機関の閉鎖を示唆する提案がなされた後に行われたものである。
2025年3月14日、ドナルド・トランプ大統領はUSAGMを含む省庁の機能を「法律の範囲内で最大限まで廃止する」大統領令に署名し、USAGMは傘下に持つVOA、ラジオ・フリー・アジア、ラジオ・フリー・ヨーロッパに対して資金提供を中止した。また、VOAはジャーナリストやプロデューサーなど従業員1300人以上に対して休職を命令したが、これは資金の問題が影響しているとされている。イーロン・マスクは、所有するソーシャルメディアXを利用してVoAの閉鎖を呼びかけた。ナショナル・プレス・クラブや国境なき記者団は声明を発表し、報道の自由や独立性を脅かし、アメリカの歴史や貢献を否定するものであると非難した。VOIマイク・アブラモウィッツ局長は、この大統領令により「アメリカ合衆国の信用を貶めるために、イランや中国やロシアなどが数十億ドルを投じて、虚偽のナラティブを作り出そうとしている現在では特に重要な使命」を果たせなくなると述べた。

## ポリシー

### VOA憲章
1959年のアイゼンハワー政権下で、VOA局長のヘンリー・ルーミスは、VOA番組のインテグリティを保護し、組織の使命を定義するための正式な原則声明を作成するように指示し、1960年に局長ジョージ・V・アレンによって指令として発行された後、1962年にUSIA局長エドワード・R・マローによって承認された。VOA憲章は、ジェラルド・フォード大統領によって法律として署名された(p218)。
VOA憲章は、「アメリカ合衆国の政策を明確かつ効果的に提示する」ことを要求している(p218)。Téwodros W. Worknehをなどの学者は、VOAはパブリック・ディプロマシーとして機能していると説明している(p218)。また、VOAの憲章は「信頼できる権威あるニュース情報源」であり、「正確、客観的、包括的であること」を要求している(p218)。

### 「ファイアーウォール」
ボイス・オブ・アメリカ・ファイアウォール（Voice of America Firewall）は、VOAのジャーナリズムのインテグリティを確保する手段として、1976年のVOA憲章と1994年および2016年に可決された法律によって設置された。このポリシーは、プロパガンダと戦い、機関内で公平で客観的なジャーナリズム基準を推進するものである。憲章はこのファイアウォールの一部であり、他の法律により、高水準のジャーナリズムの確保が支援される。

### 「2つの情報源ルール」
VOAの元特派員Alan Heilによると、VOA Newsの内部ポリシーとして、どのようなストーリー放送であっても、事実を裏付けるために2つの独立した情報源があるか、スタッフの特派員がイベントを目撃しなければならないというポリシーがある。

## VOAのプログラム

### IBB放送活動、VOA以外
VOAは専門的な聴取者に向けた幾つかのプログラムを放送している：
- en:Radio y Televisión Marti はキューバ向けである。
- en:Radio Sawa はアラブ世界の若い視聴者向けである。
- en:Radio Farda はイラン向けのペルシア語の若い視聴者向けである。
- ラジオ・フリー・ヨーロッパ(RFE)及びラジオ・フリー・アジア(RFA)はVOAではないが、USIA傘下にあり、特にヨーロッパ及びアジア、元共産主義及び圧制的な国へ向けた姉妹サービスである。

### 各言語版及びプログラム
ボイス・オブ・アメリカは、英語を母語としない人々に向け、平易な語彙と文法を用いた上で、通常の3分の2の速さでアナウンサーが語るスペシャル・イングリッシュという英語放送がある。これを含め、現在50前後の言語で放送されている。短波放送で受信可能であり、インターネットでは、ボイス・オブ・アメリカの公式サイトでのインターネットラジオをはじめ、ポッドキャストやYouTubeなどでビデオ放送などがいずれも無料でダウンロードすることができる。また、日本では有線放送でも放送されている。
ボイス・オブ・アメリカは、かつては戦時情報局やアメリカ合衆国広報文化交流局(USIA)の元で運営された。USIAのテレビ部門が後にBroadcasting Board of Governors（BBG）に受け継がれ、現在のボイス・オブ・アメリカはBBGの管理下に置かれ、放送内容もBBGの監修を受けている。なお、BBGは、「海外の聴取者に正確・客観・公正的な、アメリカと世界のニュース及びにその関連情報を放送し、以て放送地域の民主化を促進・強化させる」ことを職責としている。
番組内容は米国の国益に基づいて決定され、広告収入を財源とする民間放送局と違って、制作資金もアメリカ合衆国議会から出資されるので、米国の外交政策上の優先順位の変化によって、特定地域に関する番組の制作資金が減らされたり増やされたりする。制作資金は、視聴者が自由で公正なニュースにアクセス出来るかどうか、現状の番組にどれだけ有効性があるか、米国の戦略的利益になるか、といった観点から決定される。
2010年1月現在、放送されている主な言語は以下の通り。共通しているのは“民主化を要する”国・地域向けが多いこと。
- オロモ語
- アルバニア語
- アムハラ語
- アルメニア語
- アゼルバイジャン語
- ベンガル語
- ボスニア語
- ビルマ語
- 広東語
- 標準中国語
- クレオール言語
- クロアチア語
- ダリー語
- 英語（世界向け、スペシャル・イングリッシュ、ジンバブエ向け、カンボジア向けの4種）
- フランス語
- グルジア語
- ギリシア語
- ハウサ語
- ヒンディー語
- インドネシア語
- クメール語
- ルワンダ語
- ルンディ語
- 韓国語
- クルド語
- ラオス語
- マケドニア語
- ンデベレ語
- パシュトー語
- ペルシア語
- ポルトガル語
- ロシア語
- セルビア語
- ショナ語
- ソマリ語
- スペイン語
- スワヒリ語
- タイ語
- チベット語
- ティグリニャ語
- トルコ語
- ウクライナ語
- ウルドゥー語
- ウズベク語
- ベトナム語

ニュースにおいては、アメリカ国内のみならず、国外の話題を含め、24時間体制で最新のニュースを提供している。アメリカの歴史や文化、音楽などの特集番組も定期的に放送される。
日米メディア史を研究している早稲田大学の有馬哲夫はVOAについて、第二次大戦中や米ソ冷戦中に敵国へ向けて、米国の大義と価値観を広める為の対外宣伝工作機関だったと指摘している。エディンバラ大学のロバート・コールは、VOAは最も長期間続いている最も優れた米国のプロパガンダ機関だと評価した。

### 日本語放送
ボイス・オブ・アメリカの歴史は上述の通り、日本語放送とドイツ語放送に端を発している。折りしも放送開始前年の1941年に太平洋戦争（大東亜戦争）が勃発しており、当時の大日本帝国へのプロパガンダを行う意図を持った開局だった。
日系アメリカ人二世の局員、フランク・正三・馬場が、日本語放送において指導的役割を担った。馬場は自らのアナウンスで戦況を詳細に伝えたり、空襲を予告するなどの放送を行った（馬場の項に詳述）。
1944年12月25日からは、サイパン島のKSAIからの中波放送が開始された。当時日本では戦時防空体制のため、中波ラジオ放送を全国同一周波数で実施しており、KSAIの電波も同じ周波数で送信された。日本側は翌26日からジャミングを送信し、妨害につとめた。太平洋戦争の終結後、日本語放送は一旦廃止された。
戦後、1951年に短波および中波（当時アメリカ統治下にあった沖縄・奥間ビーチからの中継）によって再開され、アメリカの国内情勢や話題などを放送したほか、在京民放局への番組提供を行った。
アメリカ東部時間の夜（日本時間の早朝）に1番組しか放送されなかったこともあってリスナーが非常に少なかったうえ、世界中から充分に情報を取り入れるに至った日本に、わざわざアメリカから放送を送る必要性は乏しいと判断され、1970年2月28日をもって廃止された。
1972年（昭和47年）の沖縄返還に伴い、沖縄県の中継局も日本から移転したが、その際の費用も沖縄返還協定（西山事件）により、日本国政府が負担している。

## 沖縄のVOA通信施設

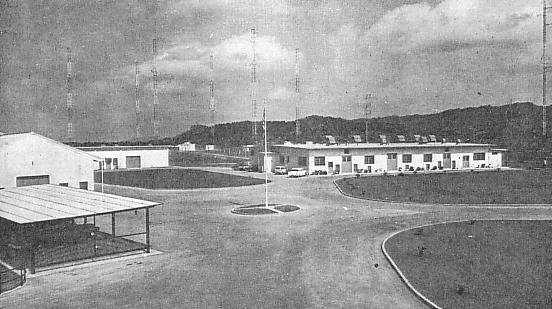
沖縄にあったVOA奥間送信所

1951年 (昭和26年)、中華人民共和国の誕生や朝鮮戦争の勃発と極東アジア情勢の変動の中で、米軍は対共産圏への情報戦略・宣伝工作を目的としたVOA通信所を建設するため、占領下にある沖縄県国頭村の米軍保養施設奥間レスト・センターの南側の土地564千㎡を強制接収した。ほかにも恩納村の万座毛や北谷村に関連施設を設置し、1953年の開局から1977年5月15日まで、朝鮮半島や中国全土とベトナムに向け中波1波と短波7～9波の放送を続けた。VOAの琉球本部は嘉手納基地内に、またVOA通信所として恩納村に受信所、国頭村奥間に発信所を設置した。中国や旧ソ連など共産圏にプロパガンダ放送を届けるため、奥間通信所から発信される電波の出力は通常の100倍以上のおよそ1,000キロワットで、隣接する桃原区ではうっすらと蛍光灯が発光したり、有刺鉄線から中国語の放送が聞こえるなどの現象がみられた。
1972年の沖縄返還に際し、日本から米国のプロパガンダ放送を発信するVOA基地局は日本の放送法に抵触するため、日本側は米国にVOA撤去を求め、米国は5年の猶予を経て移転に同意した。その際に密約として日本側が1600 万ドルの移転費用を肩代わりした。
VOA施設のフィリピンへの移転撤去にともない、1977年に恩納村の574千㎡、北谷町の55千㎡のVOA関連施設の土地が返還され、翌年の1978年には奥間VOAの土地564千㎡の返還が完了した。奥間VOA中継局 (Voice of America Okinawa Relay Station) の返還跡地は土地改良事業が実施された後、リゾートホテル（JALプライベートリゾート オクマ）や農地宅地として利用されている。 